# (24831) 1995 SX4
1995 أس أكس 4 (ويعرف أيضًا باسم (24831) 1995 أس أكس 4 وفق تسمية الكوكب الصغير) (بالإنجليزية: 1995 SX4)‏ هو كويكب ضمن حزام الكويكبات؛ وترتيبه 24831 من حيث الاكتشاف.
اكتُشف هذا الجُرم الفلكي بواسطة هيروشي كانيدا في 21 سبتمبر 1995.

## وصلات خارجية
- (24831) 1995 SX4 في قاعدة بيانات مختبر الدفع النفاث لأجرام النظام الشمسي الصغيرة

- الاكتشاف · مخطط المدار ·  العناصر المدارية · المعلمات المادية

- (24831) 1995 SX4 على موقع ويكي سكاي: DSS2, SDSS, GALEX, IRAS, Hydrogen α, X-Ray, Astrophoto, Sky Map, Articles and images